# Teratamblyops suluensis
Teratamblyops suluensis är en kräftdjursart som beskrevs av Murano 200. Teratamblyops suluensis ingår i släktet Teratamblyops och familjen Mysidae. Inga underarter finns listade i Catalogue of Life.